# 辛二酰氯
辛二酰氯是一种有机化合物，化学式为(CH2)6(COCl)2。它可由辛二酸和氯化亚砜反应制得。它和亚磷酸三甲酯反应，可以得到1,8-二氧代辛烷-1,8-二膦酸四甲酯。